# Marcus Antonius Primus

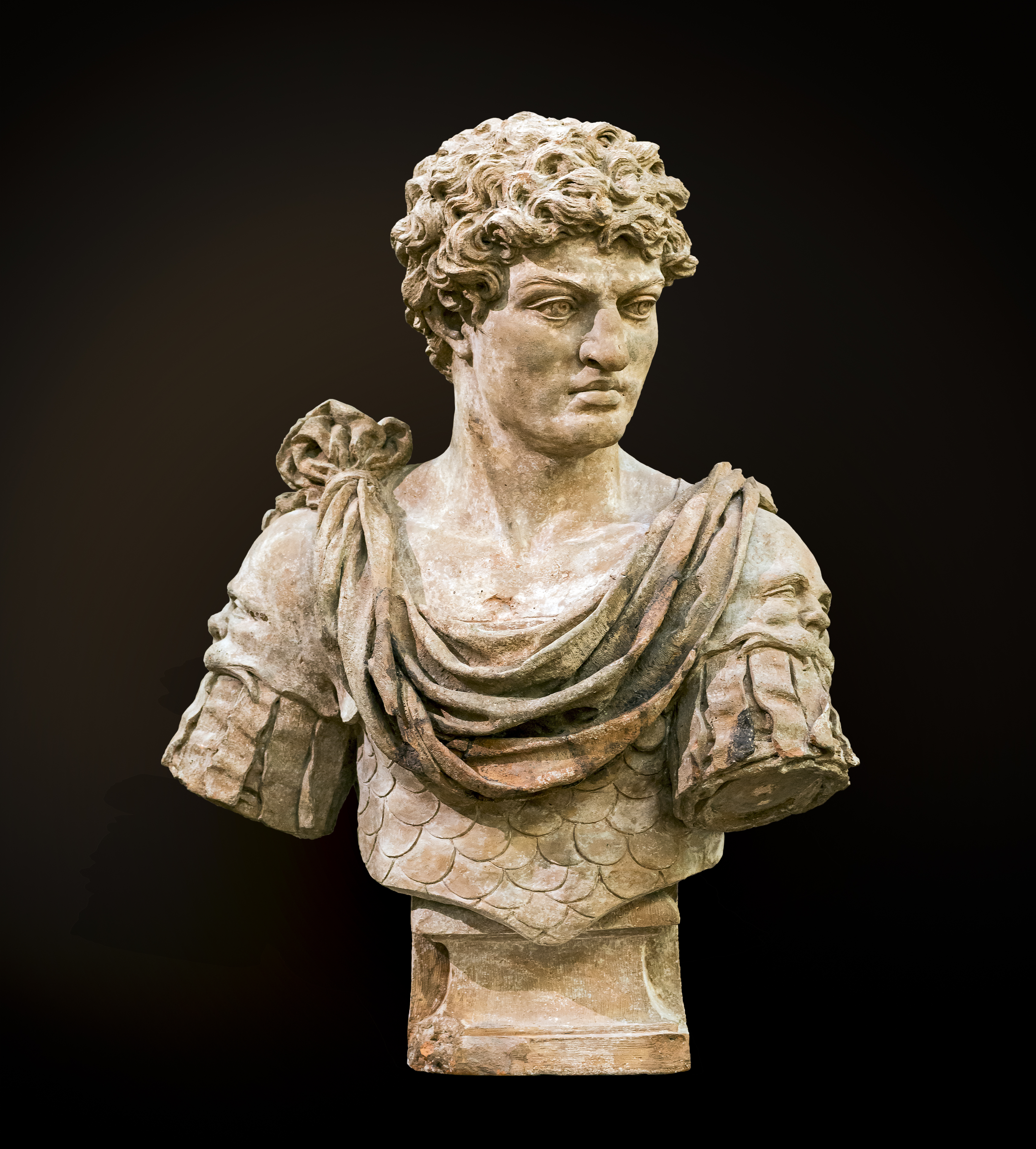
Terracotta buste door Marc Arcis

Marcus Antonius Primus (Tolosa, 30/35 - na 81) was een Romeins generaal.
Primus werd geboren in Tolosa (het huidige Toulouse) in Gallië. Tijdens het bewind van Nero was hij woonachtig in Rome, waar hij deel uitmaakte van de Senaat. Hij werd in 62 uit de Senaat gezet vanwege een samenzwering om in samenwerking met Valerius Fabianus een testament te vervalsen. Hij werd uit de stad Rome verbannen. Keizer Galba herstelde hem in zijn ambten en plaatste hem aan het hoofd van Legio VII Galbiana in Pannonia.
Gedurende de burgeroorlog was Primus' was een van Vespasianus sterkste supporters. Opgerukt naar Italia behaalde hij in oktober 69 in de Tweede Slag bij Bedriacum (bij het huidige Calvatone) een beslissende overwinning op de troepen van Vitellius. Dezelfde dag bestormde hij Cremona en stak deze stad in brand. 
Daarna stak hij de Apennijnen over en ging op weg naar Rome, waarin hij zich na veel verzet naar binnen vocht. Vitellius werd gevangengenomen en ter dood gebracht. Een paar dagen was Primus de feitelijke heerser over Rome. De Senaat verleende hem de rang en het insigne van een consul, maar na de komst van Licinius Mucianus verliet hij Rome, nadat hij van eigenmachtig handelen en gruweldaden werd beschuldigd. Hij begaf zich naar het Oosten naar Vespasianus. Deze bedankte hem weliswaar voor zijn doortastend handelen, maar ontsloeg hem wel uit de militaire dienst. 
Daarna trok Primus zich in vaderstad terug. Hij heeft nog brieven ontvangen van de toenmalige keizer Domitianus wat bewijst dat hij in het jaar 81 nog in leven was. Ook droeg in deze tijd de schrijver Martialis nog vier epigrammen aan hem op. 
In zijn toespraak aan de oevers van de rivier de Nabalia beriep Julius Civilis zich tegenover Cerialis op brieven van Marcus Antonius Primus, waarin hij werd opgeroepen om een noordelijk front aan de Rijn te vormen, om zo hun gezamenlijke tegenstander Vitellius te verzwakken.
Tacitus beschrijft hem als dapper in actie, een goed spreker, slim om anderen in ongenade te laten vallen, krachtig in tijden van burgeroorlog en rebellie, hebzuchtig, extravagant, in vredestijd een slecht burger, maar in oorlogstijd een niet te versmaden bondgenoot. 

## Voetnoten
1. ↑  zie Tacitus, Historiae V5-26